# Патріоти (Американська революція)

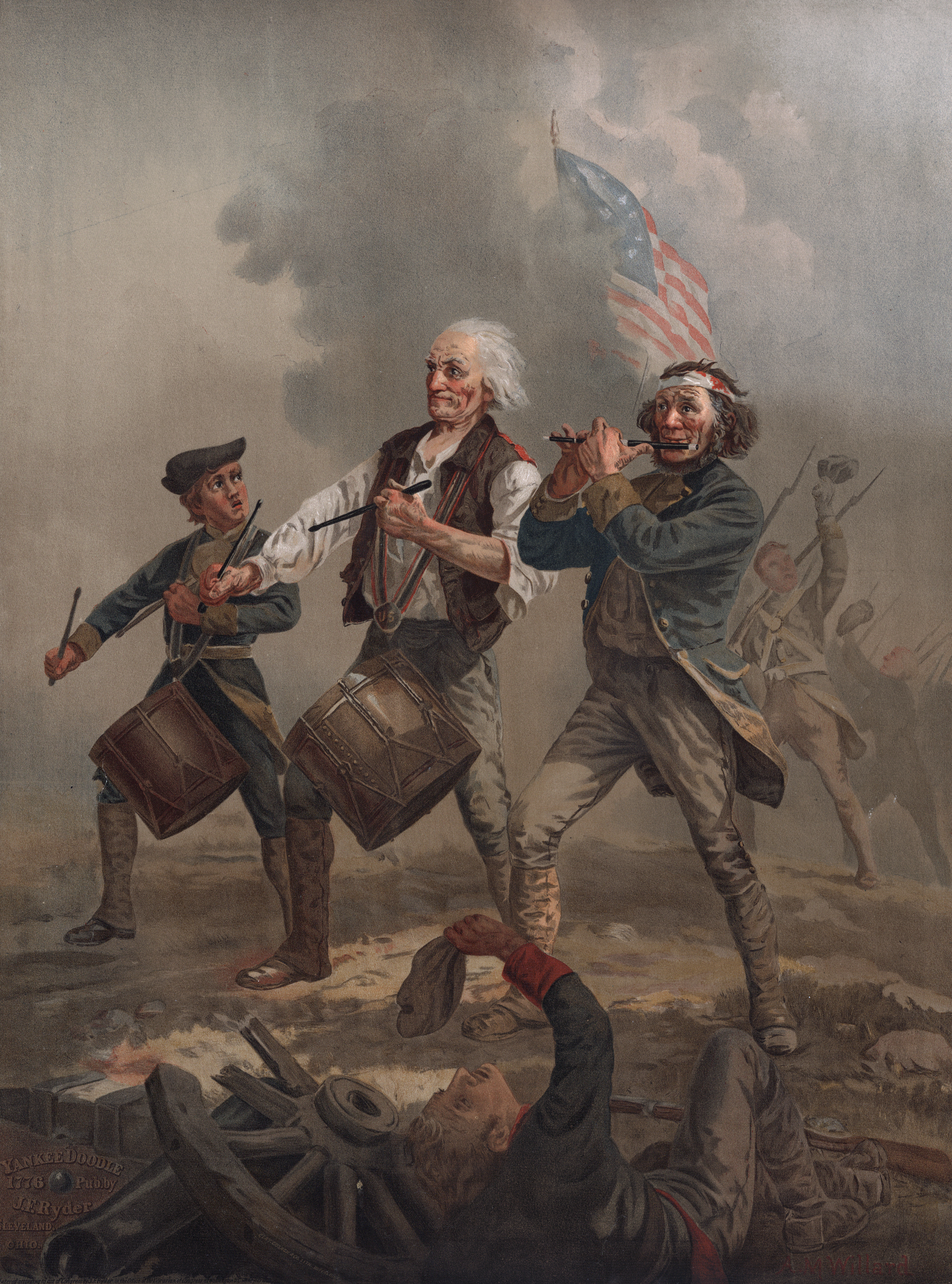
Група патріотів під час Війни за незалежність США. Картина Арчибальда Вілларда, 1875 рік

Патріоти, також відомі як революціонери, континенталісти, повстанці або віги — прошарок населення колоністів у Тринадцяти британських колоніях у Північній Америці, які виступали проти контролю та управління Королівством Великої Британії в їхніх колоніях в колоніальну епоху, а також підтримали та допомогли розпочати Американську революцію, яка зрештою призвела до незалежності США. Патріоти походили з різних верств населення і включали купців, шевців, фермерів, моряків тощо. Надзвичайним є те, як боротьба за незалежність об'єднала величезний розріз суспільства, оживлений спільною справою.
Політики-патріоти очолили опозицію британській політиці щодо американських колоній, зрештою заручившись підтримкою прийняття Декларації незалежності, яка 4 липня 1776 року була одноголосно прийнята Другим Континентальним конгресом. Після початку війни за незалежність США роком раніше, у 1775 році багато Патріотів влилися в Континентальну армію, якою командував Джордж Вашингтон і яка забезпечила перемогу над англійцями, що врешті-решт спонукало британців визнати незалежність колоній, закріплену Паризьким договором, за яким виникли у 1783 році Сполучені Штати.
Патріоти були натхненні англійською та американською республіканською ідеологією, яка була частиною епохи Просвітництва, і відкидали монархію та аристократію та підтримували особисту свободу й природні та юридичні права. Видатні політичні теоретики-патріоти, такі як Томас Джефферсон, Джон Адамс і Томас Пейн, очолили американське Просвітництво, яке, у свою чергу, надихалося такими європейськими мислителями, як Френсіс Бекон, Джон Лок і Жан-Жак Руссо. Хоча рабство існувало в усіх тринадцяти колоніях до Американської революції, це питання розділило Патріотів: одні підтримували його скасування, а інші підтримували цю систему.
До початку Американської революції багато Патріотів були активними в групах, у тому числі «Сини свободи». Найвидатніших лідерів-патріотів сьогодні називають батьками-засновниками, яких зазвичай вважають 56 чоловіків, які згодом як делегати Другого континентального конгресу у Філадельфії підписали Декларацію незалежності.
Патріоти включали різне населення Тринадцяти колоній і мали різне походження. Участь членів усіх соціальних та етнічних груп у колоніях у русі Патріотів була масовою, водночас підтримка патріотичної справи була найпотужнішою в колоніях Нової Англії та найслабшою у південних колоніях. Американська революція розділила колоніальне населення на три групи: Патріоти, які підтримували кінець британського панування, Лоялісти, які підтримували подальший контроль Британії над колоніями, й ті, хто залишався нейтральним. Афроамериканці, які підтримували патріотів, були відомі як чорні патріоти, а їхні колеги з британської сторони називалися чорними лоялістами. Приблизно від 40 до 45 відсотків білого населення в Тринадцяти колоніях підтримували справу патріотів, від 15 до 20 відсотків — підтримували лоялістів, а решта були нейтральними або трималися стримано щодо своєї лояльності. Переважна більшість лоялістів залишилася в Тринадцяти колоніях під час Американської революції; однак меншість втекла з країни до Канади, Великої Британії, Флориди чи Вест-Індії.